# Бейт (сумка)

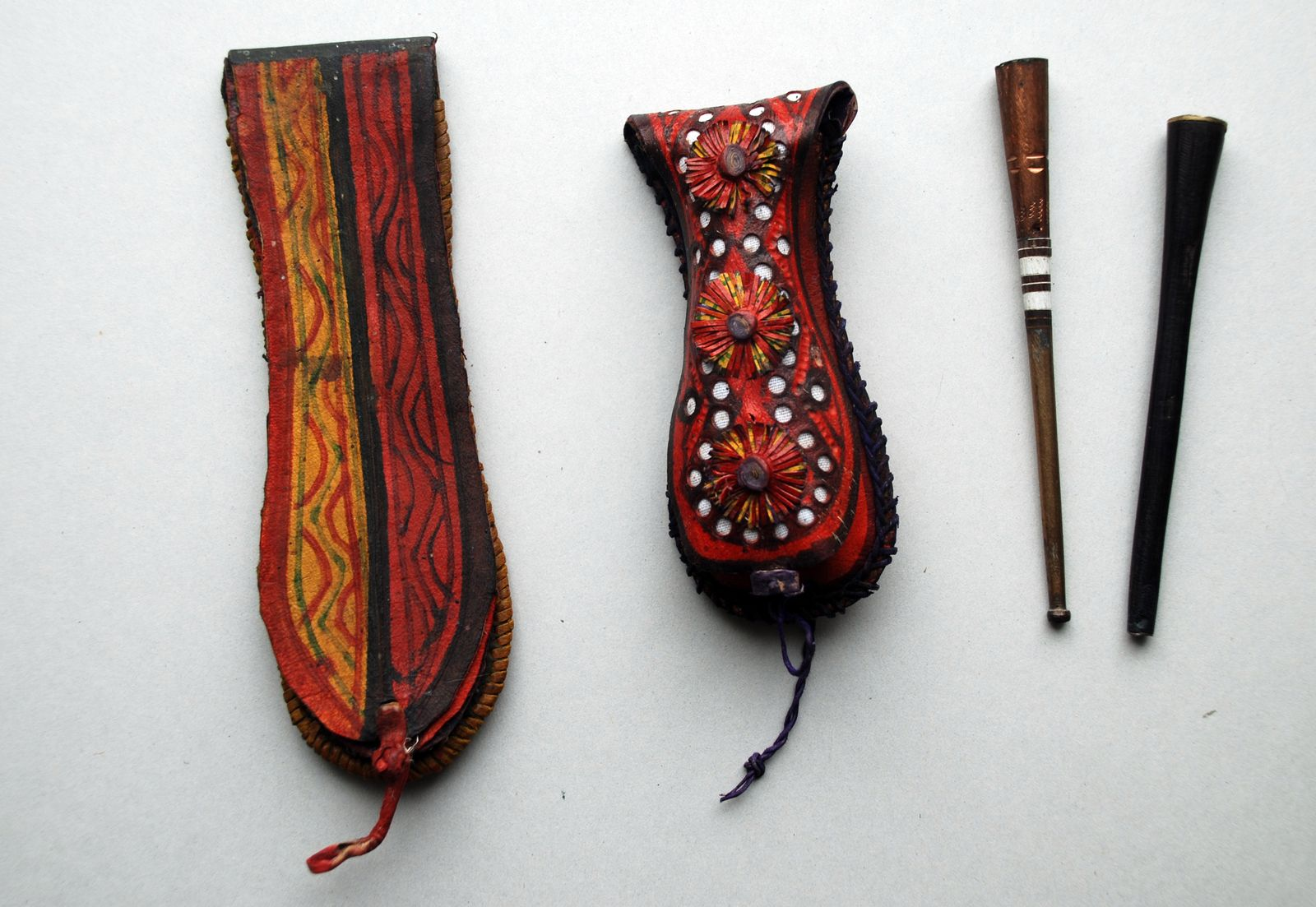
Длина левой бейт — 15 см, правой — 10 см

Бейт (араб. بيت‎ «дом») — мешочек для хранения трубки, являющийся одним из традиционных предметов обихода арабо-берберов Мавритании. Используется для хранения табака, курительной трубки и других небольших предметов. Слово beīt означает «дом» на арабском и хасания, разговорном диалекте Мавритании.

## Описание
Длина бейта составляет 15-20 см, ширина около 5 см, на сумочке располагаются три-четыре кармана с клапанами. В карманах хранятся трубки, проволочки для чистки трубки, спички или зажигалка. С середины XX века современные зажигалки и спички вытеснили кремень. В 1934 г. французский этнограф Одетт дю Пуиго, находящийся во французской Мавритании, писал, что арабо-берберы носят с собой кремень и трут для розжига табака.
Одно отделение занимает табак. Мавританские трубки представляют собой узкую коническую трубу длиной около 10 см, изготовленную из различных металлов. До середины XX века её также изготовляли из чёрной древесины дальбергии. Объём трубки очень маленький, табака из одной обычной сигареты хватает примерно на три заправки.
Кроме своих основных функций бейт выполняют функцию мужского украшения и амулета, а также четок тасбих. Узоры на сумочках бейт подчинены определённым правилам и схожи с орнаментами на кожаных подушках и сумках кочевников берберов.

## Производство
Бейт производятся исключительно женщинами, принадлежащими к ремесленным семьям (maʿllemīn). Для изготовления используется обычно кожа ягнёнка или козы, а иногда и ящериц. Внешний откидной клапан сумки украшен тиснением, а иногда и бахромой. Все части бейт украшается геометрическими узорами или простыми волнистыми линиями. Кожа окрашивается в различные цвета: внешняя сторона — обычно красная, а внутренняя — жёлтая, красная, зелёная или темно-синяя. Отдельные тонкие полоски кожи подшиваются по краям оверлочным швом. Готовые сумочки плоские или слегка изогнутые, некоторые слегка сужены. Старые бейт носятся на шнурке как амулеты.